# Władimir Morozow (łyżwiarz figurowy)
Władimir Jewgienjewicz Morozow, ros. Владимир Евгеньевич Морозов (ur. 1 listopada 1992 w Poczdamie) – rosyjski łyżwiarz figurowy, startujący w parach sportowych z Jewgieniją Tarasową. Dwukrotny wicemistrz olimpijski z Pekinu (2022 w parach sportowych) i z Pjongczangu (2018 w drużynie), dwukrotny wicemistrz świata (2018, 2019), dwukrotny mistrz Europy (2017, 2018), medalista finału Grand Prix (zwycięstwo w 2016 roku) oraz trzykrotny mistrz Rosji (2018, 2019, 2021).

## Osiągnięcia

### Z Jewgieniją Tarasową
| Zawody                                | 12–13          | 13–14          | 14–15          | 15–16          | 16–17          | 17–18          | 18–19          | 19–20          | 20–21          | 21–22          |                |                |                |                |                |                |                |
| Międzynarodowe                        | Międzynarodowe | Międzynarodowe | Międzynarodowe | Międzynarodowe | Międzynarodowe | Międzynarodowe | Międzynarodowe | Międzynarodowe | Międzynarodowe | Międzynarodowe | Międzynarodowe | Międzynarodowe | Międzynarodowe | Międzynarodowe | Międzynarodowe | Międzynarodowe | Międzynarodowe |
| ------------------------------------- | -------------- | -------------- | -------------- | -------------- | -------------- | -------------- | -------------- | -------------- | -------------- | -------------- | -------------- | -------------- | -------------- | -------------- | -------------- | -------------- | -------------- |
| Zimowe igrzyska olimpijskie           |                |                |                |                |                | 4              |                |                |                | 2              |                |                |                |                |                |                |                |
| Mistrzostwa świata                    |                |                | 6              | 5              | 3              | 2              | 2              | C              | 4              |                |                |                |                |                |                |                |                |
| Mistrzostwa Europy                    |                |                | 3              | 3              | 1              | 1              | 2              | 2              |                | 2              |                |                |                |                |                |                |                |
| GP Finał Grand Prix                   |                |                |                |                | 1              | 5              | 3              |                |                |                |                |                |                |                |                |                |                |
| GP Internationaux de France           |                |                |                | 7              | 2              | 1              |                |                |                |                |                |                |                |                |                |                |                |
| GP NHK Trophy                         |                |                |                |                |                |                |                |                |                | 2              |                |                |                |                |                |                |                |
| GP Rostelecom Cup                     |                |                | 2              |                |                | 1              | 1              | 2              |                |                |                |                |                |                |                |                |                |
| GP Skate America                      |                |                |                |                | 3              |                | 1              |                | WD             | 1              |                |                |                |                |                |                |                |
| GP Skate Canada International         |                |                | 3              | 2              |                |                |                | 3              |                |                |                |                |                |                |                |                |                |
| CS Finlandia Trophy                   |                |                |                |                |                |                | 1              |                |                | 2              |                |                |                |                |                |                |                |
| CS Golden Spin Zagrzeb                |                |                |                | 1              |                |                |                |                |                |                |                |                |                |                |                |                |                |
| CS Memoriał Ondreja Nepeli            |                |                |                | 3              | 1              |                |                |                |                |                |                |                |                |                |                |                |                |
| CS Nebelhorn Trophy                   |                |                | 2              |                |                | 1              |                |                |                |                |                |                |                |                |                |                |                |
| CS U.S. International Classic         |                |                |                |                |                |                |                | 2              |                |                |                |                |                |                |                |                |                |
| CS Warsaw Cup                         |                |                |                |                |                |                |                |                |                | 1              |                |                |                |                |                |                |                |
| NRW Trophy                            | 4              |                |                |                |                |                |                |                |                |                |                |                |                |                |                |                |                |
| Warsaw Cup                            | 1              |                |                |                |                |                |                |                |                |                |                |                |                |                |                |                |                |
| International Challenge Cup           |                |                |                |                |                |                |                |                | 1              |                |                |                |                |                |                |                |                |
| Zimowa uniwersjada                    |                | 2              |                |                |                |                |                |                |                |                |                |                |                |                |                |                |                |
| Międzynarodowe: Kategorie młodzieżowe |                |                |                |                |                |                |                |                |                |                |                |                |                |                |                |                |                |
| Mistrzostwa świata juniorów           | 5              | 2              |                |                |                |                |                |                |                |                |                |                |                |                |                |                |                |
| JGP Finał                             |                | 4              |                |                |                |                |                |                |                |                |                |                |                |                |                |                |                |
| JGP w Chorwacji                       | 5              |                |                |                |                |                |                |                |                |                |                |                |                |                |                |                |                |
| JGP w Estonii                         |                | 3              |                |                |                |                |                |                |                |                |                |                |                |                |                |                |                |
| JGP na Łotwie                         |                | 2              |                |                |                |                |                |                |                |                |                |                |                |                |                |                |                |
| JGP w Niemczech                       | WD             |                |                |                |                |                |                |                |                |                |                |                |                |                |                |                |                |
| Krajowe                               |                |                |                |                |                |                |                |                |                |                |                |                |                |                |                |                |                |
| Mistrzostwa Rosji                     | 5              | 8              | 2              | 3              | 2              | 1              | 1              | 2              | 1              | 3              |                |                |                |                |                |                |                |
| Mistrzostwa Rosji juniorów            | 2 J            | 1 J            |                |                |                |                |                |                |                |                |                |                |                |                |                |                |                |
| Zawody drużynowe                      |                |                |                |                |                |                |                |                |                |                |                |                |                |                |                |                |                |
| Igrzyska olimpijskie                  |                |                |                |                |                | 2              |                |                |                |                |                |                |                |                |                |                |                |
| World Team Trophy                     |                |                |                |                | 2 T 2 P        |                |                |                |                |                |                |                |                |                |                |                |                |

## Programy
Jewgienija Tarasowa / Władimir Morozow
| Sezon   | Program krótki (SP)                                                                      | Program dowolny (FS) |
| ------- | ---------------------------------------------------------------------------------------- | --- |
| 2021–22 | - W.E. medley – Abel Korzeniowski choreografia: Daniił Glejchiengauz                     | - Lighthouse – Patrick Watson choreografia: Daniił Glejchiengauz                                                                 |
| 2020–21 | - Boléro – Maurice Ravel choreografia: Marina Zujewa, Massimo Scali                      | - Adagio g-moll – Dimash Kudaibergen, oryg. Tomaso Albinoni choreografia: Marina Zujewa, Maksim Trańkow                          |
| 2019–20 | - Boléro – Maurice Ravel choreografia: Marina Zujewa, Massimo Scali                      | - Ti amo – Umberto Tozzi choreografia: Charlie White                                                                             |
| 2018–19 | - II koncert fortepianowy – Siergiej Rachmaninow - I Got You (I Feel Good) – James Brown | - The Winter – Balmorhea |
| 2017–18 | - II koncert fortepianowy – Siergiej Rachmaninow                                         | - Candyman – Christina Aguilera, Linda Perry - Nasty Naughty Boy – Christina Aguilera, Linda Perry - Ready Teddy – Elvis Presley |
| 2016–17 | - Glam (Electro Swing Remix) – Dimie Cat choreografia: Peter Tchernyshev                 | - Music – John Miles choreografia: Ałła Kapranova, A. Gazsi                                                                      |